# ASD Rugby Paese
L'Associazione sportiva dilettantistica Rugby Paese è un club italiano di rugby a 15 fondato nella città di Paese, in provincia di Treviso, nel 1956.

## Storia
Il Rugby Paese nasce nel 1956 quando Giuseppe D'Ambrosi, detto Bepi, semplice operaio paesano senza nessun trascorso rugbistico, fonda la società affiliandosi alla Federazione Italiana Rugby, innamorato di uno sport che aveva visto, suo malgrado, una domenica pomeriggio a Treviso allo Stadio Tenni, dove si era recato con l'amico Antonio Piccoli per assistere ad una partita di calcio. I primi giocatori furono reclutati fra gli amici e i colleghi di lavoro, il campo da gioco era quello parrocchiale ed il primo allenatore Luigi Zaia; si diede così il via ad un movimento amatoriale. La squadra militò nei campionati minori per tre anni, ma, a causa degli anni di crisi per l'economia nazionale, l'attività sportiva si interruppe per i successivi due anni.
Nel 1962 Armando Brunetta rifondò la società, coadiuvato da un altro pioniere del Rugby Paese: Bruno Colusso. Brunetta fu però chiamato alle armi e dovette lasciare tutto a Colusso che si trovò a dover ricoprire contemporaneamente i ruoli di presidente, segretario e giocatore. Fortunatamente trovò in Gianni Vendramin, detto Mel, e nel fratello Danilo due preziosi giocatori e dirigenti.
Alla fine degli anni sessanta l'ex scudettato della Faema Treviso Gian Paolo Pavin si trasferì a Paese, cominciando a collaborare con la realtà rugbistica cittadina e diventandone presto allenatore e, poi, presidente. In perfetta sintonia con Vendramin e con gli altri dirigenti per molti anni, portò la tecnica di gioco e l'organizzazione societaria necessaria per permettere al club di fare il salto di qualità; sue furono le iniziative più importanti in ambito giovanile e nel minirugby e la concessione di un nuovo campo in erba da parte del Comune di Paese.
Al termine della stagione 1978-79 la storica promozione in Serie B, alla quale seguirono sette anni di militanza del club nella seconda divisione nazionale. Nel 1984 venne intitolato lo Stadio a Gianni Visentin e nel 1986, con la riforma dei campionati, la prima stagione del Paese targato Logorò in Serie A2.
Durante gli anni novanta il Paese disputa stabilmente il campionato di Serie A2; nella stagione 1993-94 raggiunge la finale promozione con il Bologna, cedendo agli emiliani nel doppio confronto.
Al termine della stagione 1999-2000 la squadra viene retrocessa in Serie B, dopo otto stagioni consecutive in A2. Nel 2001-02 Roberto Buso e Oscar Collodo, sulla panchina della prima squadra, riescono a centrare la promozione e a riportare il Rugby Paese in Serie A. Il club disputa due stagioni in A guidati da Collodo e Giorgio Troncon, ma, al termine della stagione 2003-04, subisce la retrocessione in Serie B. La permanenza in terza divisione dura sette anni, prima di una nuova promozione nel 2011.
Al termine della stagione 2012-13 sotto la guida tecnica di Mario Pavin, nonostante il 6º posto in Serie A2 e probabilmente il miglior campionato disputato dal Paese negli ultimi 15 anni, la dirigenza chiede alla FIR la retrocessione in Serie B per motivi economici; richiesta che verrà accettata il mese successivo.
Nella stagione 2014-15, dopo essersi classificato al 2º posto nel girone 3 di Serie B, il Paese sconfigge il Parabiago ai play-off promozione, rimontando la sconfitta subita in casa all'andata, con una vittoria in trasferta per 38 a 15, aggiudicandosi così l'approdo in Serie A.
Nella stagione 2015-16 il Paese, con una delle rose più giovani dell'intera categoria, viene nuovamente retrocesso in Serie B. La guida tecnica della squadra viene quindi assegnata a Manuel Bergamo. Nella stagione 2016-17 il Paese perde i playoff promozione contro il CUS Perugia.
Nella stagione 2017-18, sempre in testa dalla prima all'ultima giornata, il Paese torna in Serie A vincendo il proprio girone di Serie B con 100 punti. 

## Cronistoria
| Cronistoria del Rugby Paese |
| --- |
| - 1956 · Fondazione del Rugby Paese - 1977-78 · Serie C - 1978-79 · Serie C promozione in serie B - 1979-80 · Serie B - 1980-81 · Serie B - 1981-82 · Serie B - 1982-83 · Serie B - 1983-84 · Serie B - 1984-85 · Serie B - 1985-86 · Serie B promozione in serie A2 - 1986-87 · 8º serie A2 - 1987-88 · 12º serie A2 retrocessione in serie B - 1988-89 · Serie B - 1989-90 · Serie B promozione in serie A2 - 1990-91 · 12º serie A2 retrocessione in Serie B - 1991-92 · Serie B promozione in Serie A2 - 1992-93 · 7º serie A2 - 1993-94 · 3º girone A serie A2; 1º poule promozione 1; finale promozione - 1994-95 · 1º girone B serie A2; 3º poule promozione 1 - 1995-96 · 1º girone A serie A2; 2º poule promozione 1 - 1996-97 · 3º girone B serie A2; 3º poule promozione - 1997-98 · 3º girone B serie A2; 5º poule promozione - 1998-99 · 4º girone A serie A2; 3º poule salvezza - 1999-2000 · 4º girone A serie A2; 6º poule salvezza retrocessione in serie B - 2000-01 · Serie B - 2001-02 · Serie B promozione in serie A - 2002-03 · 12º serie A - 2003-04 · 10º serie A retrocessione in serie B - 2004-05 · Serie B - 2005-06 · Serie B - 2006-07 · Serie B - 2007-08 · Serie B - 2008-09 · Serie B - 2009-10 · Serie B - 2010-11 · Serie B promozione in serie A2 - 2011-12 · 10º serie A2; spareggi play-out salvezza - 2012-13 · 6º serie A2 retrocessione in serie B - 2013-14 · Serie B - 2014-15 · Serie B promozione in serie A - 2015-16 · 6º girone 3 serie A; 6º pool retrocessione 2 retrocessione in serie B - 2016-17 · Serie B - 2017-18 · Serie B promozione in serie A - 2018-19 · 6º girone 2 serie A - 2019-20 · Campionato serie A sospeso - 2020-21 · Campionato serie A non disputato - 2021-22 · 4º girone 2 serie A - 2022-23 · 9º girone 2 serie A - 2023-24 · 3º girone 2 serie A - 2024-25 · 4º girone 1 serie A; semifinali play-off promozione |

## Colori e simboli
I colori societari del club sono il rosso ed il blu, storicamente disposti a fasce orizzontali alterne sulle prime divise da gioco delle formazioni paesane.
Il simbolo presente sullo stemma del club è un canguro, in omaggio all'italo-australiano Giuseppe D'Ambrosi, ideatore della squadra durante gli anni 1950.

## Settore giovanile
Il vivaio del Rugby Paese è attualmente gestito da due società distinte: le due formazioni juniores a ridosso della prima squadra (Under-19 ed Under-17) fanno capo alla medesima società della formazione seniores, l'A.S.D. Rugby Paese, mentre l'Under-15 e il mini rugby fanno riferimento all'A.S.D. Rugby Paese Junior “G. Vendramin” fondata nel 2002 e presieduta da Giuseppe Pancot.
Nel 1985-86 l'Under-17 fu finalista di categoria, cedendo in finale alla Primavera Roma per 16-30; invece, nel 1992, 2017 e 2019 le rispettive formazioni Under-12/13, Under-6/7 e Under-8/9 si sono aggiudicate il celebre trofeo “Città di Treviso”, fino al 2016 noto come Trofeo Topolino.

## Giocatori di rilievo
Nel corso degli anni, diversi giocatori di rilievo internazionale hanno vestito la maglia del club di Paese o sono stato formati nel vivaio rosso-blu; fra coloro di maggior rilevanza, si annoverano: Paolo Buso, Ornel Gega, Francesco Mazzariol, Walter Pozzebon, Fabio Semenzato, Michele Visentin, Manuel Zuliani e, tra le donne, Flavia Severin.